# Filostrato (Decameron)
Filostrato è uno dei dieci personaggi che nel Decameron di Boccaccio si ritirano in una villa fuori Firenze per quattordici giorni, volendo sfuggire alla peste nera. Durante la loro permanenza nella casa essi si racconteranno a turno dieci novelle ciascuno. 
Gli altri giovani che gli fanno compagnia dentro la casa saranno Fiammetta, Pampinea, Filomena, Panfilo, Elissa, Emilia, Lauretta, Neifile e Dioneo.

## Il personaggio

### Nome
Il nome Filostrato, che secondo una falsa etimologia significherebbe "vinto d'amore", era già stato usato da Boccaccio per l'omonima opera giovanile dedicata all'infelice storia di Troilo e Cressida. Il personaggio stesso fa riferimento al proprio nome affermando che gli fu imposto "da tale che seppe ben che si dire mi fu imposto". Questo riferimento svela la natura meta-letteraria dell'opera, con Filostrato che  menziona apertamente l'autore dell'opera di cui è personaggio.

### Re della quarta giornata
Filostrato viene scelto da Neifile come re della quarta giornata ed il tema che sceglie sono gli amori infelici. La scelta dell'argomento è legata al nome del personaggio che, secondo quanto detto da Boccaccio nell'introduzione, rifletta la natura dei novellatori e, in questo caso, l'infelicità amorosa di Filostrato. Nell'introdurre il tema, Filostrato afferma che la sua scelta è dettata dalle sofferenze sentimentali che lo affliggono e che, sicuramente, torneranno a tormentarlo anche in futuro. Filostrato è il primo dei tre  uomini ad essere nominato re di una delle giornate.

### Le novelle
Le dieci novelle narrate da Filostrato nel corso del Decameron sono:
1. Bergamino con una novella di Primasso e dello abate di Clignì onestamente morde una avarizia nuova venuta in messer Can della Scala (I.7)
2. Rinaldo d'Asti, rubato, capita a Castel Guiglielmo ed è albergato da una donna vedova e, de' suoi danni ristorato, sano e salvo si torna a casa sua (II.2)
3. Masetto da Lamporecchio si fa mutolo e diviene ortolano di uno monistero di donne, le quali tutte concorrono a giacersi con lui (III.1)
4. Messer Guiglielmo Rossiglione dà a mangiare alla moglie sua il cuore di messer Guiglielmo Guardastagno ucciso da lui e amato da lei; il che ella sappiendo, poi si gitta da una alta finestra in terra e muore e col suo amante è sepellita. (IV.9)
5. Ricciardo Manardi è trovato da messer Lizio da Valbona con la figliuola, la quale egli sposa, e col padre di lei rimane in buona pace (V.4)
6. Madonna Filippa dal marito con un suo amante trovata, chiamata in giudicio, con una pronta e piacevol risposta sé libera e fa lo statuto modificare (VI.7)
7. Peronella mette un suo amante in un doglio, tornando il marito a casa; il quale avendo il marito venduto, ella dice che venduto l'ha ad uno che dentro v'è a vedere se saldo gli pare. Il quale saltatone fuori, il fa radere al marito, e poi portarsenelo a casa sua. (VII.2)
8. Tre giovani traggono le brache ad un giudice marchigiano in Firenze, mentre che egli, essendo al banco, teneva ragione (VIII.5)
9. Maestro Simone, ad instanzia di Bruno e di Buffalmacco e di Nello, fa credere a Calandrino che egli è pregno; il quale per medicine dà a' predetti capponi e denari, e guarisce della pregnezza senza partorire (IX.3)
10. Mitridanes, invidioso della cortesia di Natan, andando per ucciderlo, senza conoscerlo capita a lui, e da lui stesso informato del modo, il truova in un boschetto, come ordinato avea; il quale riconoscendolo si vergogna, e suo amico diviene (X.3)